# Vladimír Weiss (football, 1964)
Pour les articles homonymes, voir Vladimír Weiss.
Vladimír Weiss est un footballeur slovaque né le 22 septembre 1964. Il porte le même nom que son père et que son fils, tous deux footballeurs internationaux.

## Biographie
En tant que joueur, il représente la Tchécoslovaquie (19 sélections, 1 but) et la Slovaquie (12 sélections, 1 but). Il représente la Tchécoslovaquie à la coupe du monde de football 1990, et marque le premier but pour la Slovaquie faisant suite de l'indépendance. 
Sa carrière d'entraîneur le voit gagner le titre pour l'Artmedia Petržalka en 2005 et en faire la seconde équipe slovaque à se qualifier pour la phase de groupes de la Ligue des Champions en 2005/2006. Il entraîne également le Saturn Ramenskoïe, puis de nouveau Petržalka avec qui il remporte de nouveau le titre en 2008. 
En 2008, il devient l'entraîneur de la Slovaquie, et il qualifie la sélection pour sa première compétition internationale : la Coupe du monde 2010 organisé en Afrique du Sud. Il emmène la Slovaquie jusqu'aux huitièmes de finale de la compétition. 
Depuis 2012, il est l'entraîneur du Kaïrat Almaty. Il est remercié en novembre 2015.
Le 14 mars 2016, il est nommé sélectionneur de la Géorgie.

## Palmarès
Palmarès de joueur
- Sparta Prague
  - Champion de Tchécoslovaquie en 1993.

Palmarès d'entraîneur
- Artmedia Petržalka (5)
  - Champion de Slovaquie en 2005 et 2008.
  - Vainqueur de la Coupe de Slovaquie en 2004 et 2008.
  - Vainqueur de la Supercoupe de Slovaquie en 2008.
- Kaïrat Almaty (1)
  - Vainqueur de la Coupe du Kazakhstan en 2014.
  - Finaliste de la Supercoupe du Kazakhstan en 2015.
- Slovan Bratislava (4)
  - Champion de Slovaquie en 2021, 2022 et 2023.
  - Vainqueur de la Coupe de Slovaquie en 2021.
  - Finaliste de la Coupe de Slovaquie en 2023.